# 티베트

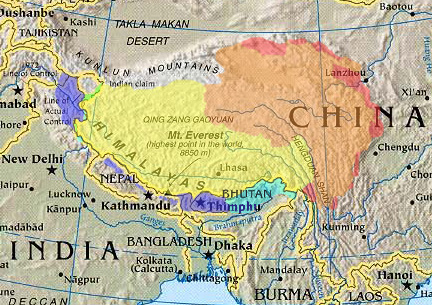

1912년 달라이 라마 13세가 제정한 설산사자기로, 현재는 티베트 망명 정부가 티베트의 기로 사용하고 있다. 티베트 독립 및 티베트인 정체성의 상징으로 여겨지기 때문에 중국에서는 사용이 금지되어 있다.

티베트의 문장

티베트(영어: Tibet, 티베트어: བོད་ 뵈, 중국어: 西藏, 병음: Xīzàng 시짱[*])는 중앙아시아에 있는 티베트고원의 지역으로, 토착 티베트인들의 고향이다. 평균 고도는 약 4,900m이며, 지구상의 육지에서 가장 높은 곳이어서 '세계의 지붕'이라고 불린다. 티베트에서 가장 높은 곳은 해발 8,848미터의 에베레스트산이다.
행정 구역 상 티베트의 서부와 중부는 티베트 자치구(시짱 자치구), 동부는 쓰촨성과 칭하이성 등의 민족자치주로 나뉜다.

## 개요
티베트는 중국과 인도의 사이에 위치해 있으나 히말라야산맥과 티베트고원에 둘러싸여 외부에 잘 알려지지 않았다. 히말라야산맥의 북측에 위치하고 있으며, 이 지역의 평균 고도가 4900m가 넘어, '세계의 지붕'이라고 일컬어진다. 티베트는 지리적으로뿐만 아니라 외교적으로도 고립된 지역이다.

## 역사

### 선사 시대
1만여 년 전부터 티베트 지역에서 사람이 살고 있었다는 고고학적인 증거가 있다. 티베트버마어파의 티베트인들은 선비족 지배층들이 이끌었고 티베트고원에서 생활을 했다.
티베트 신화는 진화론과 과거 티베트 지역의 상당 부분이 바다였음을 알고 있었던 듯한, 신비로운 성격을 띠고 있다.
먼 옛날 이 설역 고원은 바다였다. 바람이 일고 파도가 치니 거품이 일어나고 이 거품들이 쌓이고 쌓이자 육지를 형성하였다 …(중략)… 시간이 또 흘러 남해 바닷가 보따낙가산 관음보살은 변종으로 나타난 원숭이를 보고 그를 대륙으로 보내어 살게 했다. 원숭이는 불도를 지키며 얄룽 계곡의 한 동굴에 살게 되었는데, 수컷 원숭이는 '투'였고, 암컷 원숭이는 '초'였다. …(중략)… 그 후 나찰녀와 원숭이 사이에서 서로 다른 성격과 외모를 가진 여섯 자식을 낳았다. 그 후손들은 점차 털이 줄고 꼬리가 짧아지면서 일어나 사람처럼 변하였고, 결국 사람이 되었다.

철기 시대의 구릉지 마을과 매장지가 티베트고원에서 발굴되었는데, 티베트의 고대 문서를 따라 샹슝(티베트어: 象雄 Zhang Zhung) 문화로 명명되었다. 이들은 뵌(Bön) 지역 문화의 기원으로 알려졌다.

### 티베트 왕조(토번)
티베트에는 옛부터 지속적으로 국가가 존재했는데 한자로 기록된 역사는 7세기 초에 남리루쩬(囊日論贊)왕이 중국에 사신을 보냈음이 확인된다(중국 사서로 보면, 「신당서」엔 4세기 첸뽀(贊普, 토번 왕을 이르는 명칭) 라토토리넨쩬(拉托托日年贊)이 '줘떠투두' 로 기록되어 있다). 기원전 2세기에 티베트에 여러 국가가 등장하였으나 티베트 최초의 통일 국가는 여러 부족을 통합하여 왕국으로서 다스린 송첸캄포(松贊干布, 581 ~ 649년)로부터 시작된다. 구당서에 의하면 송첸캄포와 토번제국은 선비족 탁발씨의 후손이다. 그는 633년 수도를 라싸로 정하고 티베트 왕조를 열었고 당 태종의 조카인 문성공주(文成公主, 625~680)을 첩으로 삼고 네팔의 공주인 브리쿠티 데비와 혼인하였다. 티베트의 군대는 663년 ~ 672년에는 동북방의 칭하이와 간쑤 지방의 토욕혼 왕국을 점령하였다.
670년 ~ 692년에는 당나라와 대비천 전투(669년)를 통해 타림 분지와 인접한 신장과 카슈가르시를 점령하고 사천 지방을 정복하였다. 승풍령 전투(678년)에 승리해 지위를 확고히 하였고 당나라의 수도 장안을 유린했으며 장안 바로 옆까지 정복하였다. 당나라는 토번을 공격하였으나 가르친링(대비천, 승풍령 전투 승리시의 지휘관)에 의해 소라한산에서 패하고 돌아가게 되었다. 토번은 당나라 서쪽 지역을 모두 정복하였다.
티베트인들은 아랍, 투르크와 위구르와 동맹을 맺었다. 고선지는 서쪽 토번에 의해 길이 막혀 위구르의 영토를 우회하였으나 751년 탈라스 강 전투에서 아바스 왕조와 칼룩스의 연합군에 패하였고, 티베트는 북부 인도의 상당 부분을 점령하였고, 763년 안사의 난으로 당나라가 혼란한 것을 틈타 당시의 첸뽀 치쏭데쩬(赤松德贊)이 다짜뤼공(達札樂宮)을 동정원수로 임명해 20만 대군을 이끌고 당나라의 도읍인 장안을 점령 하였다. 이후 토번 20만 대군은 장안에 오래 정주하며 장안을 학살을 하고 유린하였다. 당왕실의 황후와 당나라 여성들을 모두 취하고 귀족들을 농노로 끌고가 장안은 황폐화되었다.

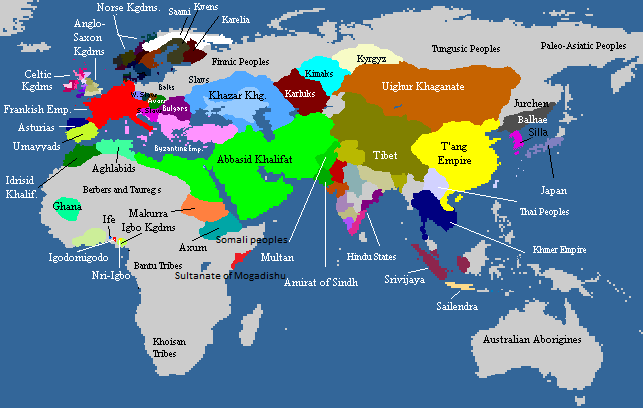
820년경의 세계. 티베트는 중국(노란색) 남쪽의 짙은 녹색으로 표시되어 있다.

821년 또는 822년에는 당나라는 굴욕적인 평화협정을 맺었으며, 두 나라의 국경에 대한 설명과 함께 양국 언어로 기록된 이 조약은 라싸의 조캉사원 앞의 돌기둥에 새겨져 있다. 티베트는 9세기 중엽에 이르기까지 중앙아시아에서 왕국을 유지했다. 이 시기의 티베트는 토번(吐蕃)이라 불렸고, 티베트 문자를 사용하였으며, 3세기 동안 9대의 왕이 다스렸다. 토번이 멸망한 이후에는 한자로 기록된 기록이 존재하지 않으나 티베트인과 투르크인들의 국가가 지속적으로 토번의 땅을 지배하였다.

### 몽골과 청나라

1920년과 1925년 사이에 사용된 티베트 국기

이후 티베트는 13 ~ 14세기에는 원나라의 간접적 지배를 받기도 하였으며, 정복된 한족들보다 훨씬 높은 지위를 확립했다. 1750년에는 청나라 건륭제에 의해 보호령이 되었고 한족보다 우대받아 만주족 동급의 지위를 확립했다.

### 티베트 왕국
1912년 청나라가 멸망한 이후 티베트의 13대 달라이 라마는 중화민국으로부터 완전한 독립을 선언한다. 하지만 중화민국은 이를 인정하지 않았다.
그에 따라 1913년 몽골과 양측이 독립 국가로 국제적인 승인을 받기 위해 협력한다는 내용으로 몽장 조약을 체결하였다. 당시 몽골에는 러시아 제국, 티베트에는 영국이 무기, 차관을 제공하는 등 외부의 지원이 있었으나, 영국과 러시아를 포함한 당시의 제국주의 열강 속에서 몽골과 티베트를 독립국으로서 인정하는 나라는 없었다.
독립 이후 중화민국의 역대 정권과 군사적인 긴장 상태가 유지되었으며, 티베트 달라이 라마 정부의 실효적 지배 영역 내에서는 어떠한 중국의 기관도 설치가 승인되지 않았다. 1918년과 1930년에는 티베트 영내로 침입한 중국 군대를 격퇴하는 등 사실상 독립국으로서의 지위를 향유했다. 그러나, 1940년 달라이 라마 14세의 즉위식에 참석한 중화민국은 몽장위원회를 사절단을 파견하였다. 그러나 의식 후에도 귀국하지 않았고 1948년에 강제로 퇴거되기까지 '중화민국 행정원 몽장위원회 주 티베트 대표처'라는 이름으로 라사에 계속 머물렀다.
제2차 세계 대전 중에는 연합군의 일원이 되었고, 영국령 인도로부터 이주해 온 영국군에 의해 갼세, 라싸와 카무 지방 각지에 통신기지가 건설되었다. 이 기지들은 중국 인민해방군이 티베트를 무력 점령할때까지 영국군의 무선기사에 의해 운영되었다.

### 중국의 지배
청나라의 멸망 이후, 중화민국의 역대정권은 독립국으로서 존재한 티베트를 중국의 일부라고 주장하였으나, 북경정권의 시대에는 군벌의 혼전, 남경국민정부 시대에는 대일전쟁으로 독립을 주장하는 티베트에 대하여 압력은 행사하였으나 본격적인 군사적 침략은 하지 못했다.
하지만, 1949년 중국이 세워지게 되면서 중국은 티베트와 타이완을 포함한 중국의 옛 영토를 회복하겠다고 발표한다. 1950년 10월 중국 인민해방군은 티베트를 침공하여 점령하였다. 하지만 중국은 티베트의 평화적인 해방이라는 모양새를 갖추기 위해서 1951년 5월 23일 티베트와 십칠조협의를 체결하여 강제 합병하였다. 이로써 티베트는 최초로 중국의 지배를 받게 되었다. 이후 많은 티베트인들이 정치적인 이유 또는 탄압을 피해 인도로 망명했다.
중국공산당은 티베트인에 대한 고문과 학살로써 티베트를 지배하였고, 1960년대에는 중국 전역을 강타한 문화대혁명의 여파로 3,700개나 되던 사찰은 13개만 남고 모조리 파괴되었다.
이후 시짱자치구(서장자치구, 西藏自治區)가 설립되어 티베트인의 자치를 허용하였으나 실질적으로는 한족이 통치를 유지하였다. 티베트의 중국 귀속 이후로 망명을 떠난 티베트인들의 일부는 동화정책에 따라 티베트로 돌아와서 살고 있다. 한족의 이민을 실시하여 한족의 인구 비율도 계속 늘어나고 있다. 최근 중국 정부는 포탈라 궁을 보수하는 공사를 시행하였고, 2005년에는 티베트로 연결되는 철도가 완공되었다.

#### 2008년 티베트 소요 사태
2008년 3월 10일 1959년 티베트 독립운동 49주년을 기념하는 의미로 티베트 승려(수도승) 600여명의 중국 정부에 대한 항의 시위로 시작되어 2008년 3월 14일 티베트 독립운동 시위대가 중국 경찰과 충돌하면서 유혈사태로 번지게 되었고, 중국 정부의 무력진압으로 사태가 격화되었다.

## 지리와 생태
세계에서 가장 높은 티베트고원에 위치하고 있다. 네팔과의 국경에는 에베레스트산이 있다. 수도(중심지)는 라싸(Lhasa, 拉薩)이다. 다른 지역으로부터 고립되었다는 특성 때문에 희귀한 동식물들이 많이 존재한다. 그러나 최근 한족의 유입에 따른 지역 경제의 성장으로 티베트 특유의 환경은 위협받고 있다. 티베트의 70%는 초원이어서 주요 산업으로는 농업이 차지하고 있다. 면적은 122만 8400km2이며 인구는 274만명이다.

## 기후
고산 기후의 특징을 띠고 있으며 대부분 지역은 툰드라 기후이다.

## 주민

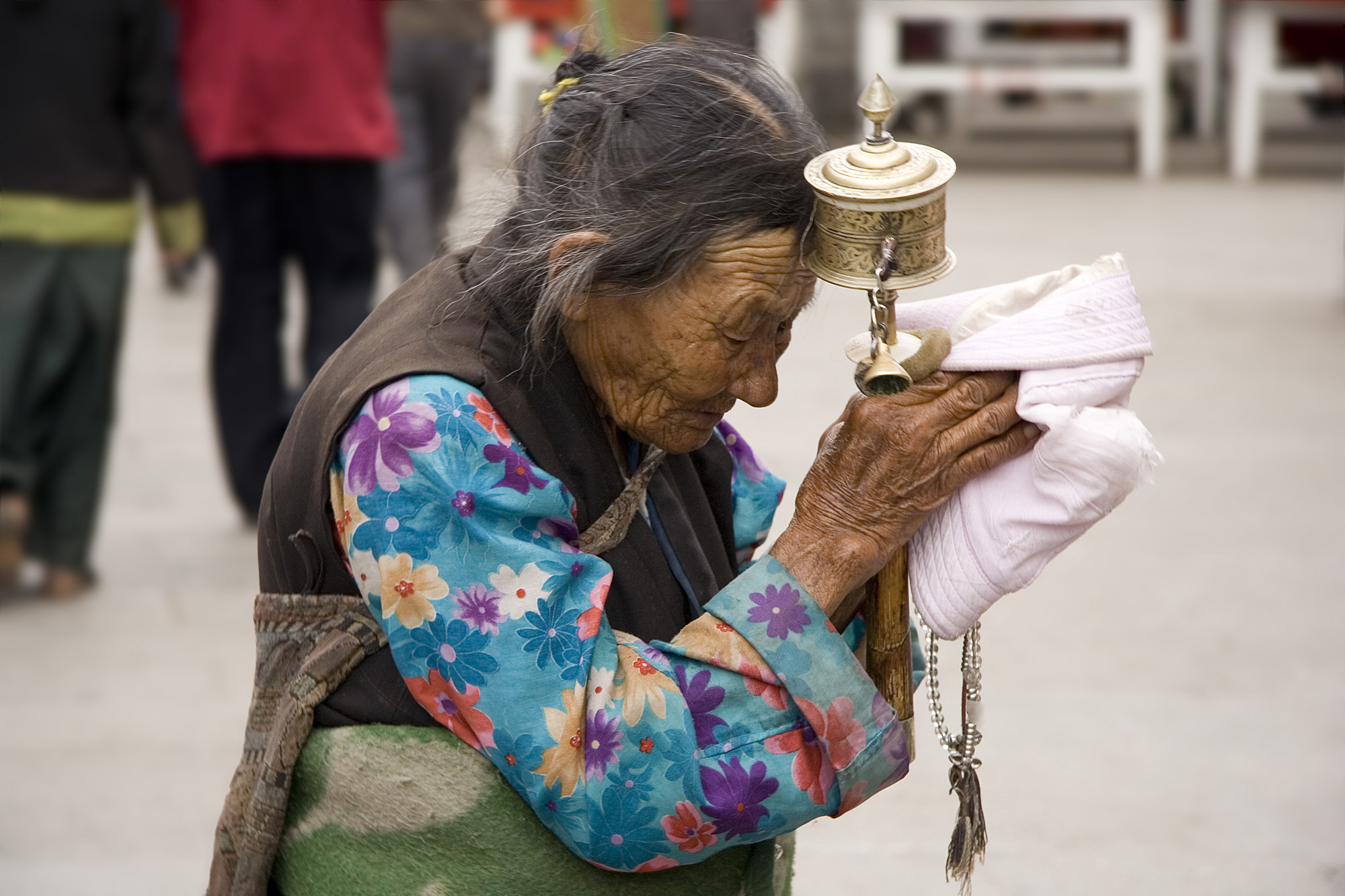
티베트인

대체로 티베트인이 거주하고 있으나, 동화정책으로 인하여 한족 인구가 급속히 늘어나고 있다.
티베트의 캄이라는 지역에 거주하는 소수민족 캄파는 현재 약 200만명 정도가 남아있는데 성인 남성 평균 키가 180cm로 알려져 있다.

### 종교
종교는 티베트인들에게 매우 중요하고 존중되는 문화의 한부분이다. 티베트의 주요 종교는 불교이다. 17세기 포르투갈의 기독교 선교사들은 티베트를 서구 사람들에게 알렸다.

#### 티베트 불교
불교는 인도로부터 전래되어 7세기에 국교의 자리를 차지했다. 이 불교가 티베트의 특유의 문화인 티베트 불교로 발전했다. 티베트 불교는 바즈라야나(Vajrayana)의 독특한 형식을 따른다. 티베트의 불교는 티베트에만 행하는 것이 아니라 몽골, 네팔, 부탄, 라다크 등의 국가들에서도 행해진다. 중국의 통치 이후 중국 정부에 의해 불교는 정치화되었다.

### 언어
티베트인들이 쓰는 언어는 티베트 문자로 되어 있는 티베트어이다. 티베트 문자는 부탄의 공용어인 종카어에서도 사용된다. 티베트어는 티베트고원과 부탄에서도 사용되고, 종카어의 일부와 인도 북부의 시킴 지역에서도 사용된다. 티베트어는 일반적으로 중국티베트어족의 티베트버마어파로 분류된다. 티베트말에는 다양한 방언이 있으며, 서로 의사소통이 되지 않는 경우가 많다. 게다가, 티베트와 다른 히말라야의 언어들은 종종 불분명하다. 티베트어의 다양한 방언을 고려하면, 티베트어족은 티베트고원에 걸쳐 약 6백만 명이 사용하며, 약 15만 명의 망명자들이 사용하고 있다.
티베트 문자는 인도의 데바나가리 문자에 기원한다.

### 음식
티베트는 고산지대이기 때문에 식물이 별로 자라지 않아 주로 야크를 이용하는데, 특히 야크의 젖으로는 우유, 치즈 등을 만들 수 있다.

## 경제
티베트의 경제는 중국에 종속되어있다. 통화는 티베트 고유 화폐인 스랑이 1959년까지 사용되었으나 1959년부터는 중국 위안화가 유통되고 있다. 티베트의 GDP 총량은 중국 31개 지역 중 가장 적다. 하지만 경제성장률은 중국 최고를 기록했다.

## 같이 보기
- 티베트 자치구
- 티베트 망명 정부
- 티베트 독립운동
- 남티베트

## 참고
1. ↑  (영어) Inside Tibet 보관됨 2008-03-07 - 웨이백 머신, BBC NEWS.
2. ↑  (영어) Science News Vol.160(pdf 파일) 보관됨 2008-07-03 - 웨이백 머신
3. ↑  Van Driem, George 《Tibeto-Burman Phylogeny and Prehistory: Languages, Material Culture and Genes》
4. ↑  Bellwood, Peter & Renfrew, Colin, 《Examining the farming/language dispersal hypothesis》, 2003년, 19장
5. ↑  나찰녀가 나타나 원숭이와 결혼한 내용.
6. ↑  Beckwith, 《C. Uni. of Indiana Diss.》, 1977
7. ↑  Beckwith, Christopher I. 《The Tibetan Empire in Central Asia》,1987, p.146) Princeton University Press. ISBN 0-691-02469-3.
8. ↑  《A Corpus of Early Tibetan Inscriptions》. H. E. Richardson. Royal Asiatic Society ,1985, pp. 1–25. ISBN 0-94759300/4.
9. ↑  《Tibetan Civilization》. R. A. Stein. 1962, 1972. Stanford University Press, p. 65. ISBN 0-8047-0806-1, ISBN 0-8047-0901-7 (pbk).
10. ↑  《A Corpus of Early Tibetan Inscriptions》. H. E. Richardson. Royal Asiatic Society ,1985, p. 106 ~ 143. ISBN 0-94759300/4.
11. ↑  (영어)“Deemed a road to ruin, Tibetans say Beijing rail-way poses latest threat to minority culture”. Boston Globe. 2002-08-26. 2005년 11월 4일에 원본 문서에서 보존된 문서. 2006년 7월 4일에 확인함.
12. ↑  Subba, Tanka Bahadur (1999). 《Politics of Culture: A Study of Three Kirata Communities in the Eastern Himalayas》. Orient Blackswan. ISBN 978-81-250-1693-9.
13. ↑  Peissel, Michel (1967). 《Mustang: A Lost Tibetan Kingdom》. Book Faith India. ISBN 978-81-7303-002-4.
14. ↑  《계몽사-학습그림사회》:오세아니아/계몽사의 부록
15. ↑  Inside Tibet - Religion 보관됨 2007-10-18 - 웨이백 머신, BBC NEWS.
16. ↑  Omniglot, "Tibetan alphabet, pronunciation and language"
17. ↑  정주호 (2017년 8월 1일). “中 최대 경제지역은 광둥…티베트는 성장률 최고”. 2021년 9월 27일에 확인함.